# Union nationale des centres sportifs de plein air
 (mars 2017).
 (mars 2017).
L'UCPA est un groupe associatif français créé en 1965 afin de promouvoir les activités sportives de plein air. L'UCPA est composé entre autres de trois associations : UCPA Sport Vacances, UCPA Sport Loisirs et UCPA Formation. L'association propose des stages sportifs résidentiels à des adultes de 18 à 39 ans, ou à des mineurs de 6 à 17 ans. Elle gère également certaines structures sportives.

## Histoire
L'Union des centres sportifs de plein air (UCPA) naît sous l'impulsion de Raymond Malesset et Guido Magnone au cours du mandat de Maurice Herzog, alors secrétaire d'État à la Jeunesse et aux Sports du président de Gaulle.
Raymond Malesset est un ancien résistant, inspecteur de la jeunesse et des sports et secrétaire général de l'Union nationale des centres de montagne (UNCM) depuis 1959. Il œuvre à partir de 1953 avec l'alpiniste français Guido Magnone et avec le soutien de Maurice Herzog, à la création de l'Union nationale des centres sportifs de plein air, qu'il co-dirige avec Georges-Bernard Renouard de 1965 à 1975.
En décembre 2016, l'UCPA annonce l'absorption de deux associations de tourisme social, ALUDEO et Accueil et Loisirs Pyrénéens. Puis en mars 2017, elle annonce également le rachat de Destination Découverte, spécialiste des colonies de vacances scientifiques, thématiques et linguistiques, connu notamment sous la marque Telligo.
En janvier 2017, l'UCPA annonce s'être associée avec Cap'Vacances pour lancer une gamme de séjours sportifs à destination des familles.
Entre avril et octobre 2017, l'UCPA s'associe à Berlitz pour créer une offre de séjours réunissant cours d'anglais et sessions sportives, appelée « English Camp ».

### Identité visuelle (logo)

Logo de l'UCPA jusqu'en 2014
Logo de l'UCPA depuis 2015, mis en place à l'occasion des 50 ans de l'association

## Projet associatif de l'UCPA
Le Groupe associatif est administré par des associations de jeunesse et d'éducation populaire, des fédérations sportives et des pouvoirs publics (Ministère des sports, de la jeunesse, du tourisme et de l'agriculture, Caisse des Dépôts)[réf. nécessaire].
Les clients de l’UCPA déclarent pratiquer une activité sportive dans une quête de bien-être ou de sociabilité.
L’UCPA réalise 10 % de son activité hors de France et emploie 12 800 salariés en France en 2022.

## Quelques lieux gérés par délégation
L'UCPA gère également des équipements pour le compte de communes ou d'intercommunalité notamment des centres aquatiques sous la marque UCPA Sport Station.
- UCPA Sport Station Grand-Reims[11]
- UCPA Sport Station Meudon (contrat de 30 ans)[12]
- UCPA Sport Station Bordeaux Brazza ouverture prévue 13 mai 2023[13]

## Structures
Le groupe UCPA comprend le groupe Destination Découverte (marque Telligo)

## Polémiques
L’été 2022 a été marqué par des grèves aux centres de Serre Chevalier, Les Orres (près de Gap), Hyères et Argentière (à côté de Chamonix) en raison de salaires insuffisants, Le centre aquatique UCPA Sport Station Grand-Reims est ciblé par une grève de plusieurs jours fin mai 2023, les salariés dénonçant des malfaçons et le management,,.